# Kořenov zastávka
Kořenov zastávka – przystanek kolejowy w Kořenovie. Kořenov zastávka jest jedynym przystankiem odcinka Tanvald – Kořenov wyposażonym w listwę zębatą systemu Abta – na pozostałych stacjach w ich obrębach "zębatka" jest wycięta. A zaraz za przystankiem zaczyna się najdłuższy tunel na całej linii z Tanvaldu do Jeleniej Góry – 940 m.